# Camponotus laminatus
Camponotus laminatus é uma espécie de inseto do gênero Camponotus, pertencente à família Formicidae.